# Liste der Vizekönige von Neapel
Das Königreich Neapel wurde als Bestandteil der Krone Aragon bzw. später Spaniens von 1503 bis 1707, als Bestandteil Österreichs 1707 bis 1734 von Vizekönigen regiert:

## Französische Vizekönige von Neapel
Gemäß dem Vertrag von Granada (1500) wurde das Königreich zwischen den Königen Ludwig XII. und  Ferdinand dem Katholischen aufgeteilt.
- 1501: Louis d’Armagnac († 1503)
- 1503: Ludwig II. von Saluzzo († 1504)

## Spanische Vizekönige von Neapel

### 16. Jahrhundert
- 1503: Gonzalo Fernández de Córdoba y Aguilar (ital. Consalvo de Cordoba), genannt El Gran Capitán
- 1507: Juan de Aragón, Graf von Ribagorza
- 1509: Ramón de Cardona (Haus Folch de Cardona)
- 1522: Charles de Lannoy (1526 Principe di Sulmona)
- 1524: Andrea Carafa, Graf von S. Severina
- 1527: Hugo de Moncada
- 1528: Philibert de Chalon, Fürst von Oranien
- 1530: Kardinal Pompeo Colonna
- 1532: Pedro Álvarez de Toledo, Markgraf von Villafranca
- 1553: Kardinal Pedro Pacheco
- 1555: Bernardino de Mendoza
- 1556: Don Fernando Álvarez de Toledo, 3. Herzog von Alba
- 1558: Fadrique Álvarez de Toledo
- 1559: Pedro Afan oder Perafan de Ribera, Herzog von Alcala
- 1571: Kardinal Antonio Perrenot Granvela
- 1575: Iñigo Lopez de Mendoza, Markgraf von Mondejar
- 1579: Juan de Zuñiga y Requesens (I)
- 1582: Pedro Tellez-Giron y de la Cueva, Herzog von Osuna
- 1586: Juan de Zuniga, Graf von Miranda (II)
- 1595: Enriquez de Guzman, Graf von Olivares
- 1599: Fernando Ruiz de Castro, Graf von Lemos

### 17. Jahrhundert
- 1603: Juan Alfonso Pimentel de Herrera
- 1610: Pedro Fernando de Castro
- 1616: Pedro Téllez-Girón, 3. Herzog von Osuna
- 1620: Kardinal Gaspar de Borja y Velasco
- 1620: Kardinal Antonio Zapata
- 1622: Antonio Álvarez de Toledo y Pimentel, 7. Herzog von Alba
- 1629: Fernando de Ribeira, Herzog von Alcala
- 1631: Manuel de Guzmán, Graf von Monterey
- 1637: Ramiro Felipe de Guzmán, Herzog von Medina
- 1643: Juan Alfonso Enríquez
- 1646: Rodrigo Ponce de León, Herzog von Arcos
- 1648: Don Juan José de Austria
- 1648: Íñigo Vélez de Guevara, 8. Graf von Oñate
- 1653: Garcia de Avelaneda, Graf von Castrillo
- 1659: Gaspar de Bracamonte y Guzmán, Graf von Peñaranda
- 1664: Kardinal Pascual de Aragón
- 1665: Pedro Antonio de Aragón
- 1671: Federico de Toledo, Markgraf von Villafranca
- 1672: Antonio Pedro Sancho Dávila y Osorio
- 1675: Fernando Fajardo y Álvarez de Toledo
- 1683: Gaspar de Haro y Guzmán
- 1687: Francesco Benavides
- 1695: Luis Francisco de la Cerda, Herzog von Medinacelli
- 1702: Juan Manuel Fernández Pacheco de Acuña, Herzog von Escalona, Markgraf von Villena

## Österreichische Vizekönige von Neapel
- 1707: Georg Adam, Graf von Martinitz
- 1707: Wirich Philipp Graf Daun
- 1708: Vincenzo Grimani, Kardinal
- 1710: Carlo Borromeo, Conte d'Arona
- 1713: Wirich Philipp Graf Daun
- 1719: Johann Wenzel von Gallas
- 1719: Wolfgang Hannibal von Schrattenbach

## Österreichische Vizekönige von Neapel und Sizilien
- 1721: Marcantonio Borghese, Principe di Sulmona
- 1722: Michael Friedrich von Althann, Kardinal
- 1728: Joaquin de Portocarrero, Marchese di Almahara
- 1728: Aloys Thomas Raymund, Graf von Harrach
- 1733: Giulio Visconti Borromeo Arese, conte della Pieve di Brebbia